# Paleotetide

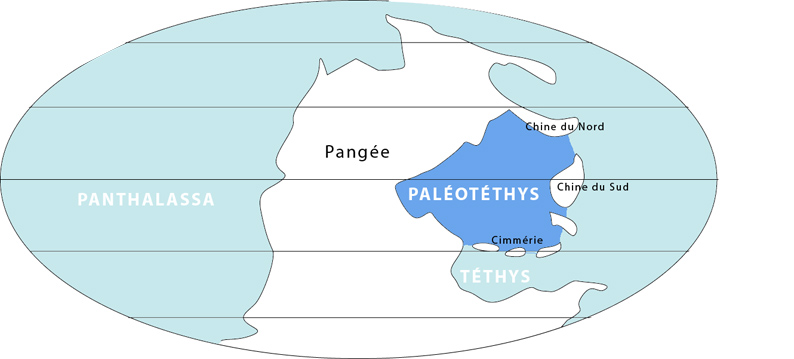
La posizione dell'oceano Paleotetide attorno a 280 milioni di anni fa.

La Paleotetide o Oceano Paleotetide era un antico oceano situato sul margine settentrionale del paleocontinente Gondwana, che cominciò ad aprirsi nel corso del Cambriano medio, continuò a espandersi per tutto il Paleozoico e alla fine si chiuse nel Triassico superiore. Rimase in esistenza per circa 400 milioni di anni.
La Paleotetide fu un precursore dell'oceano Tetide (talvolta chiamato anche Neotetide) che era posizionato tra la Gondwana e i terrane Hunici, frammenti continentali staccatisi dalla Gondwana e muoventisi in direzione nord. La Paleotetide si aprì quando la Prototetide andò in subduzione al di sotto di questi terrane e si chiuse quando il continente Cimmeria (anch'esso staccatosi dalla Gondwana e muoventesi in direzione nord) diede spazio alla Tetide. Talvolta la Tetide è definita come l'oceano posto a sud di un'ipotetica dorsale oceanica che separava l'India dall'Asia, nel qual caso l'oceano tra la Cimmeria e questa ipotetica dorsale viene chiamato Mesotetide.
Il ruolo giocato dalla Paleotetide nel ciclo dei supercontinenti e in particolare della rottura della Pangea, non è ancora risolto. Alcuni geologi ritengono che l'apertura del Nord Atlantico fu innescata dalla subduzione della Pantalassa al di sotto dei margini occidentali delle Americhe, mentre altri ritengono che fu la chiusura della Paleotetide e della Tetide a dar luogo alla frammentazione. Nel primo scenario, i mantle plume (pennacchi o zampilli di materiale fuso provenienti dal mantello terrestre) causarono l'apertura dell'Atlantico e la frammentazione della Pangea; la chiusura del dominio Tetide fu una conseguenza di questo processo. Nel secondo scenario, le forze longitudinali che chiusero il dominio Tetide furono trasmesse latitudinalmente in quella che oggi è la regione mediterranea, dando luogo all'apertura iniziale dell'Atlantico.